# Nasenbluten (Musikgruppe)
Nasenbluten war eine australische Techno-Formation aus Newcastle.

## Geschichte
Die Gruppe wurde 1992 von den DJs Aaron Lubinski, David Melo und Mark Newlands in Newcastle, New South Wales gegründet. Zu Beginn produzierte man die Musik auf Amigacomputern, wobei die Songs stilistisch im Hardcore und Gabber angesiedelt waren. Ebenfalls wurden Breakbeats und diverse Samples eingebunden. Nasenbluten wurde ein großer Einfluss auf die lokale Technoszene in New South Wales attestiert. Nach einigen Demoaufnahmen folgten 1993 die Debüt LP Transient Ischemic Attack und das Livealbum Live at Wobble, die über Lubinskis eigenes Plattenlabel Dead Girl Records veröffentlicht wurden. In den USA übernahm Industrial Strength Records den Vertrieb.
1996 provozierte die Gruppe mit der Single Show Us Yor Tits, die auf den Todesfall des Mädchens Anna Woods anspielte, die 1995 an einer Überdosis Ecstasy verstorben war. Das Lied erschien nur in limitierter Auflage und wurde auf Konzerten der Gruppe verkauft. Ende 1996 ging Nasenbluten auf eine Tour durch Europa, in Deutschland entstand die EP Cheapcore. Nach ihrem letzten Auftritt im September 2001 erschien dann ihr letztes Album Dog Control bevor sich Nasenbluten auflösten.

## Diskographie (Auswahl)
- Transient Ischemic Attack (LP, 1993)
- Live at Wobble (Livealbum, 1993)
- I'll Make Them Pay (LP, 1994)
- N Of Terror (LP, 1996)
- Brick Shithouse (EP, 1996)
- CHeapcore (EP, 1997)
- Dog Control (LP, 2001)